# Joseph Polo
Joseph Polo, född den 10 december 1982 i Duluth, Minnesota, är en amerikansk curlingspelare.
Han tog OS-brons i herrarnas curlingturnering i samband med de olympiska curlingtävlingarna 2006 i Turin.